# Lisotrigona carpenteri
Lisotrigona carpenteri är en biart som beskrevs av Engel 2000. Lisotrigona carpenteri ingår i släktet Lisotrigona och familjen långtungebin. Inga underarter finns listade i Catalogue of Life.